# Hedwig Urach
Hedwig Urach (geboren am 20. August 1910 in Wien; gestorben am 17. Mai 1943 ebenda), bekannt auch als Hedy Urach, war eine österreichische Schneiderin und Widerstandskämpferin gegen Ständestaat und Nationalsozialismus. Sie wurde vom NS-Regime zum Tode verurteilt und enthauptet.

## Leben und Werk
In Hietzing, dem 13. Wiener Gemeindebezirk, als Tochter eines Straßenbahners und einer KP-Funktionärin geboren und aufgewachsen, engagierte sie sich bereits in der Schulzeit bei den sozialdemokratischen Kinderfreunden. Danach erlernte sie den Beruf der Schneiderei und wechselte zum Kommunistischen Jugendverband Österreichs (KJVÖ), bei dem sie sich politisch bildete, als Funktionärin aktiv war und auch mit Genossen die Freizeit in Sport und Natur verbrachte.
1931 wurde sie von dieser Organisation an die Internationale Lenin-Schule in Moskau delegiert; einer ihrer Lehrer dort war Alfred Klahr. Im Oktober 1932 kehrte sie nach Wien zurück und wurde Mitglied des Zentralkomitees des KJVÖ. Am 26. Mai 1933 wurde die KPÖ mit ihren Nebenorganisationen von der undemokratischen Bundesregierung Dollfuß I verboten. Als KJVÖ-Sekretär Leo Gabler, ihr damaliger Lebensgefährte, 1934 verhaftet wurde, übernahm sie seine Funktion. Urach war schließlich auch österreichische Delegierte zum 6. Weltkongress der Kommunistischen Jugendinternationale in Moskau im September und Oktober 1935. Im März 1937 wurde sie „wegen Betätigung für die KPÖ“ für vier Monate inhaftiert. Zu diesem Zeitpunkt war sie bereits Mitglied des Zentralkomitees der Partei.
Nach dem „Anschluss“ Österreichs wurde Urach vom NS-Regime verhaftet und wiederum vier Monate lang inhaftiert. Die geheim tätige KPÖ stufte sie als gefährdet ein und zog sie von ihren Funktionen ab, die sodann von Bruno Dubber wahrgenommen wurden. Im Mai 1939 ging sie nach Belgien ins Exil und arbeitete als Kindermädchen. Auch in Belgien war sie – gemeinsam mit Auguste Bailly, Herta Ligeti, Lotte Sontag, Anna Hand und anderen – weiter für den österreichischen Widerstand der KPÖ tätig. Als „unerwünschte Ausländerin“ wurde sie im Jänner 1940 vom belgischen Sicherheitsapparat interniert, konnte aber im Zuge des Einmarsches der Wehrmacht aus der Internierung entkommen.  Nach dem Einmarsch der Deutschen im Mai 1940 kehrte sie auf Weisung der Partei nach Kärnten und dann nach Wien zurück und gehörte der dritten Leitungsgruppe um Erwin Puschmann an, die die KPÖ nach dem „Anschluss“ hatte. Am 17. Juni 1941, wenige Tage vor dem Angriff des Deutschen Reichs auf die Sowjetunion, wurde Urach als letztes Mitglied dieser Leitungsgruppe erneut verhaftet. Sie war einige Monate in Einzelhaft in Krems an der Donau inhaftiert und wurde dann nach Wien überstellt.

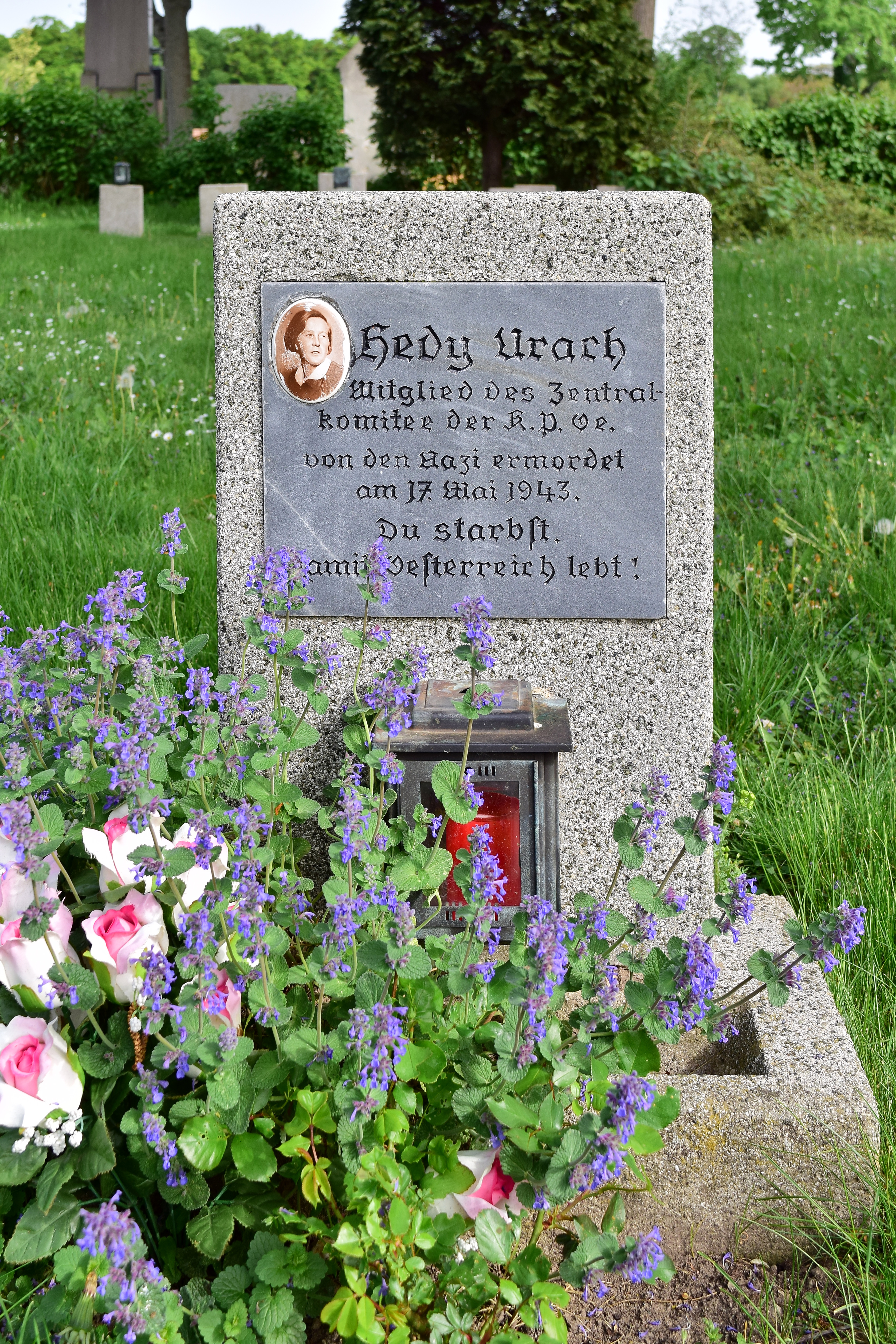
Grabstein auf dem Wiener Zentralfriedhof, Gruppe 40

Am 16. Dezember 1942 wurde Hedy Urach vom Volksgerichtshof gemeinsam mit den Mitangeklagten Friedrich Nesvadba, Alfons Peschke, Franz Tesarik und Vladimír Zoul zum Tod verurteilt. Im Landesgericht Wien war sie zeitweise zusammen mit den Widerstandskämpferinnen Anna Herbrich und Hedwig Schneider in einer Zelle inhaftiert und verbrachte fast ein halbes Jahr in der Todeszelle. „Mit Überzeugung und stolzem Mut“ stellte sie sich der nationalsozialistischen Verfolgung, wie sie ihren Eltern schrieb.

„Ich bin ein Kind der Arbeiterklasse, ein Teil von jener wundervollen Schichte des Volkes, von der alles Leben kommt.“

Rote Plakate in Wien kündeten am 17. Mai 1943 von ihrer Hinrichtung.

## Zitat der Würdigung
„Bescheiden und klug, temperamentvoll und für die Sache des Kommunismus ganz ergeben – war Hedy Urach.“

## Erinnerung, Ehrung
Hedwig Urach wurde am 18. Mai 1943 auf dem Wiener Zentralfriedhof beigesetzt. Ihre Grabstätte (Gruppe 40, Reihe 27, Grab Nr. 47) besteht, wie nach 1945 verfügt wurde, auf Friedhofsdauer.
1948 wurde an Hedy Urach in dem von der KPÖ herausgegebenen Buch „Unsterbliche Opfer. Gefallen im Kampf der Kommunistischen Partei für Österreichs Freiheit“ erinnert. Im 13. Wiener Gemeindebezirk wurde 1949 von der Stadtverwaltung die Tolstojgasse in der 1938 nach Wien eingemeindeten Siedlung Auhofer Trennstück (SAT) im Süden des Bezirks in Hedy-Urach-Gasse umbenannt.
1949 wurde ein Kassiber Hedwig Urachs vom 21. März 1943 gefunden. Im 2013 vom Dokumentationsarchiv des österreichischen Widerstandes verlegten, von Brigitte Bailer, Wolfgang Maderthaner und Kurt Scholz herausgegebenen Band „Die Vollstreckung verlief ohne Besonderheiten.“ Hinrichtungen in Wien 1938 bis 1945 ist Urach auf der Titelseite und auf S. 93 auf einem in Belgien aufgenommenen Foto abgebildet; im Text wird von S. 92 an auch der genaue Wortlaut ihres Kassibers und ihres Abschiedsbriefes an ihre Eltern wiedergegeben.

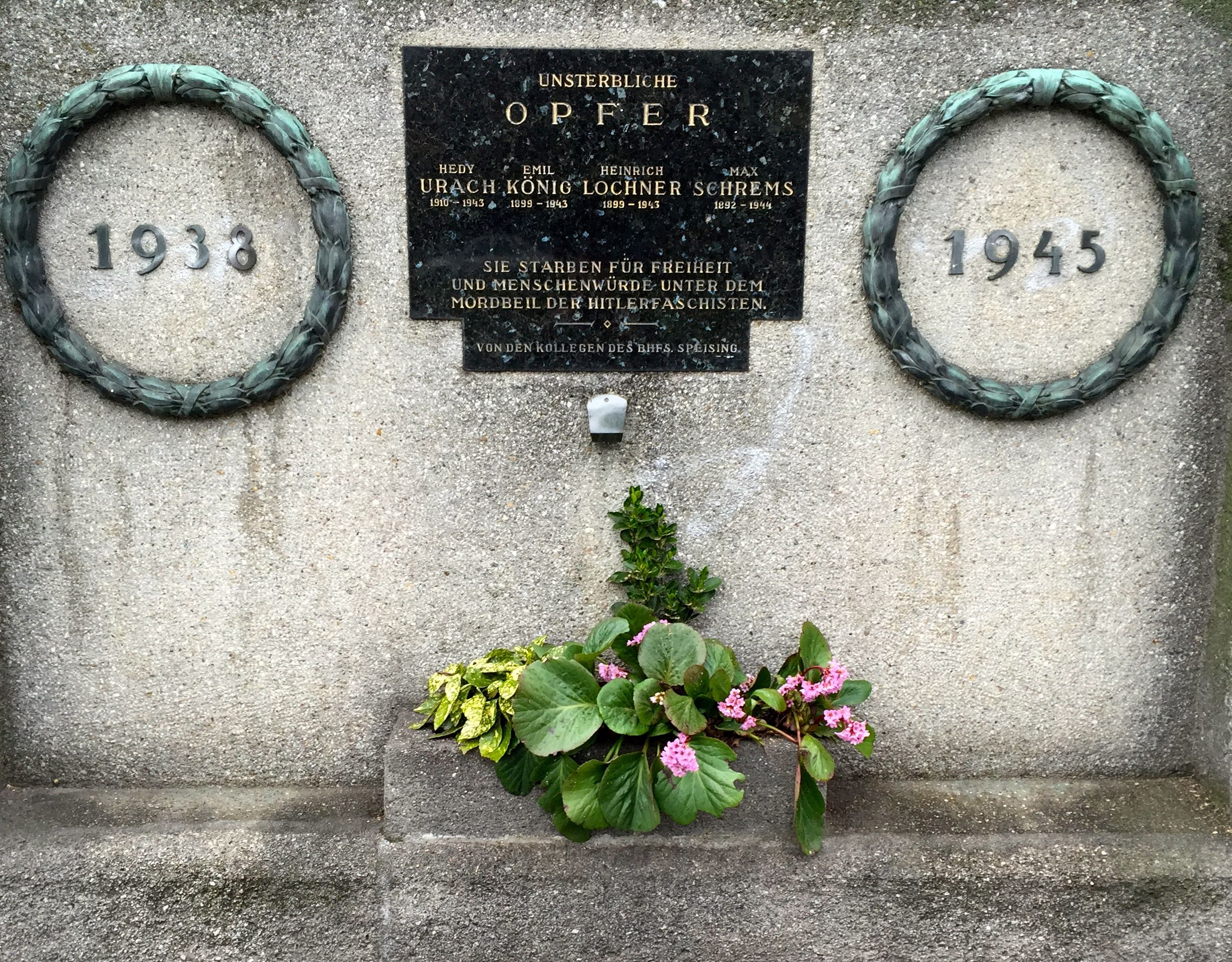
Denkmal für die vom NS-Regime geköpften Hietzinger Straßenbahner in der Hetzendorfer Straße 188

Ihr Name findet sich auf drei Gedenktafeln: 
- auf dem Denkmal für die vom NS-Regime geköpften Hietzinger Straßenbahner vor dem Straßenbahn-Betriebsbahnhof (in Wien: der Remise), 13., Hetzendorfer Straße 188,[8] gewidmet ihr sowie den ebenfalls vom NS-Regime hingerichteten Widerstandskämpfern Emil König, Heinrich Lochner und Maximilian Schrems
- auf der Gedenktafel für zwölf Zentralkomiteemitglieder, die anlässlich des 14. Parteitages der KPÖ (1948) im damaligen Haus des Zentralkomitees (9., Wasagasse 10, heute Gymnasium Wasagasse) enthüllt wurde und sich danach im Haus der KPÖ Wien 10, später Ernst-Kirchweger-Haus, 10., Wielandgasse 2–4, befand, sowie
- auf der Gedenktafel im ehemaligen Hinrichtungsraum des Wiener Landesgerichts.[9]